# 12127 Mamiya
12127 Mamiya è un asteroide della fascia principale. Scoperto nel 1999, presenta un'orbita caratterizzata da un semiasse maggiore pari a 2,4522970 UA e da un'eccentricità di 0,1874825, inclinata di 3,56131° rispetto all'eclittica.
È intitolato a Mamiya Rinzō (間宮 林蔵, 1775 – 13 April 1844) un esploratore giapponese.